# 8601 Сіконія
8601 Сіконія (8601 Ciconia) — астероїд головного поясу, відкритий 30 вересня 1973 року.
Тіссеранів параметр щодо Юпітера — 3,186.